# Amanda Bouchenoire
Amanda Bouchenoire (Montpellier, Francia, 17 de marzo de 1977) es una artista visual francesa que ha desarrollado su trabajo en el ámbito de la pintura de caballete y, primordialmente, la fotografía. Su obra fotográfica se ha enfocado en la alteridad a partir de superficies reflectantes y la creación de nuevos referentes a partir de la realidad fotografiada, así como en la producción de imágenes deconstruidas a partir de la fotografía de Arquitectura. Su obra fotográfica ha sido compendiada y reseñada junto a la obra de Eugène Atget y Berenice Abbott. Desde 2005 radica en México donde se dedica a la producción fotográfica con la que ha realizado exposiciones individuales de su obra personal en Alemania, Francia y México.

## Biografía

#### Primeros años
Amanda nació en la ciudad de Montpellier, al sur de Francia. Desde los seis practicó la fotografía debido en parte al hecho de que durante gran parte de su infancia transcurrió en soledad: vivió sus primeros años en las montañas nevadas de El Jura, rodeada de una exuberancia natural, y para asistir a la escuela debía trasladarse en teleférico (sola, en una pequeña cabina). En su mente quedó grabado el recorrido diario para subir y bajar de la montaña, los pinos y las formas de sus ramas, y los relieves pedestres que caracterizan el paisaje nevado que recorría de manera rutinaria y que

“(...)  le hicieron intuir aquello como la fuente de inspiración de las obras de arte de los maestros de la pintura que más tarde conocería en sus visitas a los museos europeos.”
(Leibovici, 2020, p.11)

#### Estudios

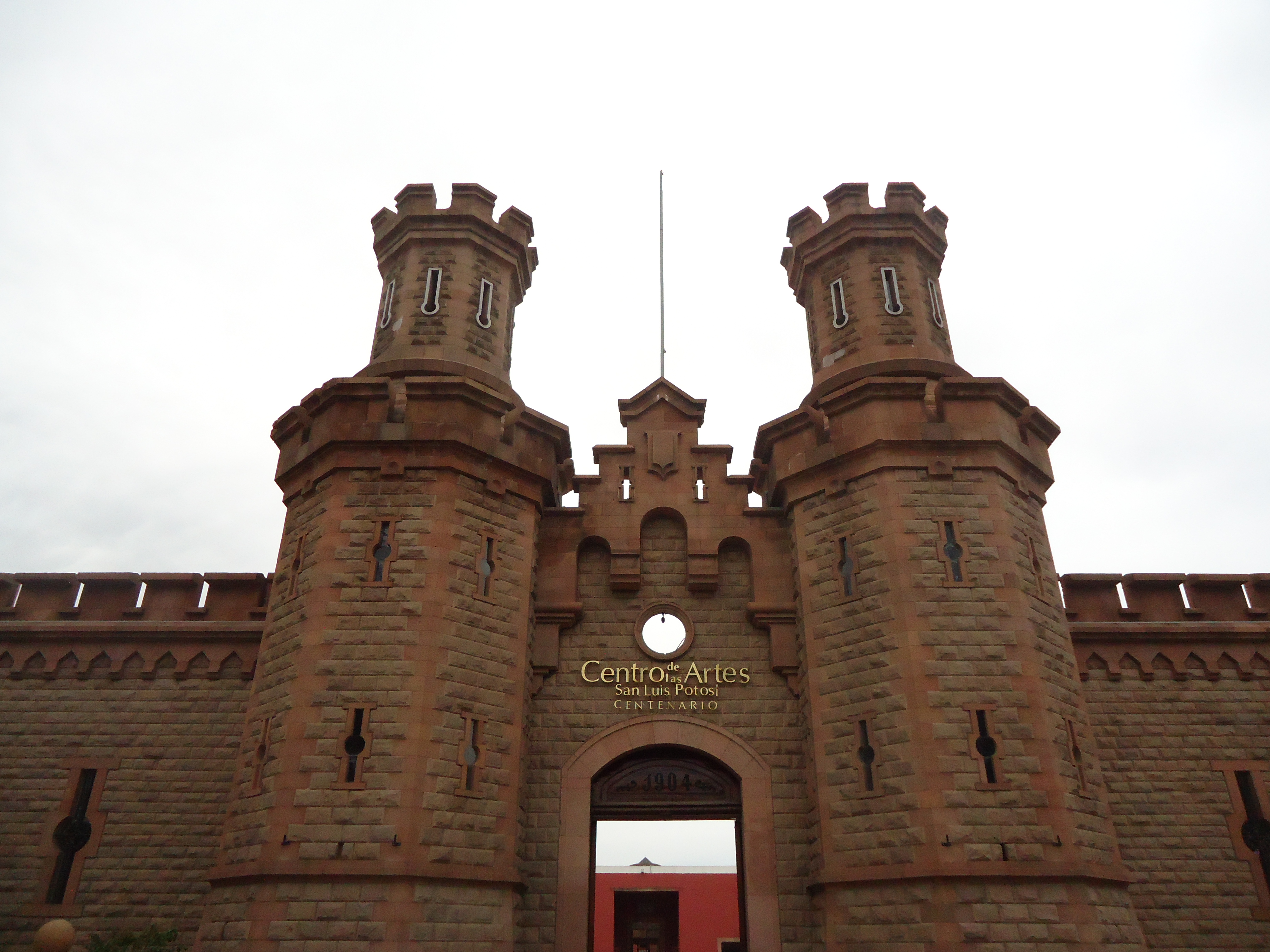
Centro de las Artes de San Luis Potosí Centenario

Aunque su formación temprana en el campo de la fotografía fue autodidacta y desarrollada en la práctica diaria, eventualmente realizó estudios de fotografía en el Centre National D'Enseignement à Distance, en Francia, y de técnicas de pintura en el Centro de las Artes de San Luis Potosí, SLP., México. Su labor en el ámbito de la comunicación, donde se desempeñó durante varios años, fue un factor para que Amanda adquiriese el hábito de la documentación fotográfica; con su trabajo periodístico en medios como el periódico Midi Libre, de Francia, y como fotógrafa documentalista y de prensa en la Embajada de México en Alemania, en la ciudad de Berlín, adquirió la experiencia para la realización de fotografía documental con criterios artísticos.

## Obra fotográfica
La obra fotográfica de Amanda está constituida por imágenes realizadas sobre superficies reflectantes (charcos de agua, vitrinas, muros de vidrio, estructuras metálicas arquitectónicas) con las que ha elaborado temáticas en torno a la percepción de la alteridad y sutiles referencias a la transitoriedad definitoria de los espacios y a los no lugares, como los definió Marc Augé:

“(...) en los que es posible identificarse universalmente debido a la carencia o falta total de imposiciones culturales y en cuya inmersión siempre es deseable reencontrar el no lugar del espacio, un poco más tarde, escapar a la coacción totalitaria del lugar, será sin duda encontrarse con algo que se parezca a la libertad".”
(Augé, 1983, p. 119)

Su obra también refleja una orientación pictorialista, en especial en las series Superficies Extrañas/Metal y Superficies Extrañas/Piedras, (ejemplo de ello son las imágenes tituladas Met-27, Met-32, N-2953, N-261, Glaucus, etc.) con las que se ha enfocado a la creación fotográfica interpretativa que, en su aspecto más libre, renuncia a la mera reproducción de la realidad. Lo hace desmaterializando el objeto y transformando su visión en algo tan abstracto que se convierte simplemente en un elemento formal. (Castillo, 2020, p. 8)
|          |
| "Met-27" |

|          |
| "Met-32" |

|          |
| "N-2953" |

|         |
| "N-261" |

|           |
| "Glaucus" |

La Arquitectura también ha sido tema recurrente en su propuesta artística dentro de la fotografía, la cual ha sido reseñada junto a la obra de Eugène Atget y Berenice Abbott: a diferencia de ellos, la obra fotográfica de Amanda prescinde de la perspectiva historicista, como lo señala Jerome Saltz:

“Si el interés de Eugène Atget y Berenice Abbott era historicista, incluso conscientes de los alcances estéticos de la fotografía, Amanda los invoca directamente; y sin embargo, los tres autores coinciden en la búsqueda y la exaltación de la belleza intrínseca en sus objetivos, independientemente de la cualidad y la claridad de sus referentes.”
(Saltz, 2020, p. 42)

|                                                                            |
| "Vista interior de la estructura del Umeda Sky Building, de Osaka, Japón." |

|                                                                            |
| "Vista exterior de la estructura del Umeda Sky Building, de Osaka, Japón." |

|                                                                 |
| "Interior del techo de la Estación de Tren Lyon Saint-Exupéry." |

|                                                                         |
| "Costado interior del techo de la Estación de Tren Lyon Saint-Exupéry." |

|                                                                                 |
| "Vista interior de la cúpula del Museo de Arte Moderno de la Ciudad de México." |

|                                              |
| "Foto de Reflejo de la Capilla de Aranzazú." |

## Exposiciones
La obra de Amanda Bouchenoire ha sido exhibida en diversas exposiciones individuales, en museos y galerías de Alemania, Francia y México, entre ellas:
- Gotas de agua. 50 Aniversario del Centro de Difusión Cultural del Instituto Potosino de Bellas Artes. San Luis Potosí, SLP., México, mayo a junio de 2005.
- Superficies extrañas: Piedras. Museo Regional Potosino del Instituto National de Antropología e Historia, San Luis Potosí, SLP., México, marzo a mayo de 2006.
- Flores. Centro de Difusión Cultural del Instituto Potosino de Bellas Artes. San Luis Potosí, SLP., México, diciembre de 2006 a enero de 2007.
- Superficies extrañas: Metal. Abbaye de Cassan Castillo de Cassan, Cassan, Francia, julio a agosto de 2011.
- El cielo sobre Berlín. Kleisther Café Gallery. Berlín, Alemania, octubre de 2011 a marzo de 2012.
- Reflet-xions. Noymann Miller Gallery / Zig Zag Jazz Club. Berlín, Alemania, febrero a abril de 2013.
- Miradas. Museo Nacional de la Máscara. San Luis Potosí, SLP., México, febrero a marzo de 2016.
- La hormiga kamikase. Centro de Difusión Cultural del Instituto Potosino de Bellas Artes. San Luis Potosí, SLP., México, marzo a abril de 2016.
- La Torre Eiffel. Alianza Francesa, Galería de los artistas, San Luis Potosí, SLP., México, noviembre A diciembre de 2016.
- Charcos de luz. Teatro de la Paz, San Luis Potosí, SLP., México, febrero a abril de 2018.
- Nubes Nuages. Pieza del mes en el Museo de Arte Contemporáneo. San Luis Potosí, SLP., México, marzo a mayo de 2019.
- Estructuras destructuradas. 80 anniversario del INAH ( Instituto National de Antropología e Historia).Museo Regional Potosino, San Luis Potosí, SLP., México, marzo a mayo de 2019.
- Doble visión. Museo de Sitio del Centro de las Artes de San Luis Potosí Centenario. San Luis Potosí, SLP., México, marzo a octubre de 2020.
- Fronteras, Museo Centro de las Artes de San Luis Potosí Centenario. San Luis Potosí, SLP., México, enero a marzo de 2020. Proyecto personal. Exposición colectiva.
- Decima colectiva de maestros y alumnos. Museo Centro de las Artes de San Luis Potosí Centenario. San Luis Potosí, SLP., México, noviembre de 2020 a marzo de 2021. Exposición colectiva.
- Convocatoria: Olvidadas, Galería Casa en Gracia, Zacatecas, ZAC, México, Selección a la convocatoria y mención destacada, marzo de 2021. Exposición colectiva.
- Convocatoria: Sueño dorado. FORUM. Convocatoria del Museo Leonora Carrington, San Luis Potosí Centenario. San Luis Potosí, SLP., México, 1 de abril al 23 de mayo de 2021. Exposición colectiva.
- Sueño tinto. Secretaria de Cultura ciudad: San Luis Potosí, San Luis Potosí, SLP., México, 9 de julio al 22 de septiembre de 2021.
- Concurso: Concurso 20 de noviembre. Galeria German Gedovuis del Teatro de la Paz, San Luis Potosí, SLP., México, 20 de noviembre al 15 de enero de 2022. Exposición colectiva.
- Convulsiones, libro, ISBN 978-607-98813-7-5, Feria nacional del libro número 46, San Luis Potosí, SLP., México, 12 de marzo al 18 de marzo 2022.
- Procesos creativos desde el confinamiento, Museo de Sitio del Centro de las Artes de San Luis Potosí Centenario. San Luis Potosí, SLP., México, noviembre a febrero de 2022. Exposición colectiva.
- Convocatoria Mujeres en el Arte, Museo del Ferrocarril Museo del Ferrocarril (San Luis Potosí), SLP., México, marzo y abril 2022. Exposición colectiva.
- Convocatoria Mujeres en el Arte segunda edicion, Museo del Ferrocarril Museo del Ferrocarril (San Luis Potosí), SLP., México, mayo y junio de 2022. Exposición colectiva.
- San Luis en Movimiento, 430 años del aniversario de la ciudad, Galería Parque H. Sanchez, San Luis Potosí, SLP., México, julio-agosto de 2022.
- Festival De La Mariposa Monarca, Cosmogonía de Aves, Festival alas de otoño, 12-23 de octubre de 2022; Museo Nacional de la Máscara, SLP., México. Exposición colectiva.
- Mención honorifica en el MUVIPA, Concurso, Pachuca, México. Exposición Reflexión Del Reflejo, Noviembre- Diciembre de 2022. Exposición colectiva.
- El Tercer Piso, libro, textos de Gabriela d’Arbel, ISBN 9 786079 962807, Luis Potosí, SLP., México.
- Museo Francisco Cossio, Noviembre 2022 a febrero de 2023. Bernardini Auction House. Fundacion Posadas.
- Colectiva de pintura,  Centro de las Artes de San Luis Potosí, noviembre 2022 a febrero de 2023 y noviembre 2023 a febrero de 2024. Exposición colectiva.
- Selección en Concurso “Premio Municipal de Fotografía”, Galería Juan Blanco del Centro Cultural Palacio Municipal, SLP., México, noviembre 2022-enero de 2023 y noviembre 2023-enero de 2024 . México. Exposición colectiva.
- Exposicion Feminino Plural, Galería Parque H. Sanchez, San Luis Potosí, SLP., México, marzo de 2023. Exposición colectiva.
- Vortices, 100 años de la Universirdad autónoma de San Luis Potosi, iico y Museo Francisco Cossio con Kunstgarten y Alianza francesa. Junio 2023. San Luis Potosí, SLP., México.
- Colectiva en el Festival de Jazz Sincope, Real Caja (San Luis Potosí), Luis Potosí, SLP., México. Junio 2023.
- Colectiva en el Festival de la MONARCA,  Museo Nacional de la Máscara. San Luis Potosí, SLP., México, Octubre 2023.
- Premiada de beca PECDA junio 2023 con el proyecto: 20 retratos de mujeres en 20 disciplinas artísticas., Luis Potosí, México.
- Exposicion "20 Mujeres Artistas" Museo Leonora Carrington, San Luis Potosí, SLP., México, febrero- Mayo 2024.
- Exposicion "Bailando Con Esculturas Museo Leonora Carrington, San Luis Potosí, SLP., México, Mayo- junio 2024.

```
    Exposiciones permanentes: 
```

- Museo Leonora Carrington, San Luis Potosí, SLP., México: "Bailando Con Esculturas 5 y 7" .
- Museo Regional Potosino del Instituto National de Antropología e Historia, San Luis Potosí, SLP., México: "Flaque divine" de "Flaques de lumière" y "Chapelle de Azanzazú" de "Estructuras destructuradas".
- Museo Centro de las Artes de San Luis Potosí Centenario. San Luis Potosí, SLP., México: "Pluie de pétales" y "En voiture poupée" de "Doble vision".

```
    Portadas editoriales: 
```

"Síntoma, Poder, Verdad". Editorial: Diván Negro. ISBN 978-607-99345-1-4
"Fotogramas".Editorial: Diván Negro. ISBN 978-607-99345-2-1
"El Péndulo de Pharmakon". Editorial: Xoroi Edicions, Diván Negro. ISBN 9-788412-313970
"El Tercer Piso". Editorial: El Divan Negro. ISBN 9-786079-962807
"Las máquinas psíquicas. Editorial: El Diván Negro. ISBN 9-786079-962807